# Пам'ятник Фізулі (Баку)
Пам'ятник Фізулі (азерб. Füzulinin heykəli) — пам'ятник видатному поету XVI століття Фізулі, розташований у Баку, на площі Фізулі, перед будівлею Азербайджанського академічного драматичного театру. Відкриття пам'ятника відбулося в 1962 році. Скульптори пам'ятника — народні художники Азербайджану Токай Мамедов і Омар Ельдаров.
Бронзова скульптура Фізулі встановлена на гранітному п'єдесталі. Сірий гранітний п'єдестал прикрашений горельєфами на тему поеми Фізулі «Лейлі і Меджнун».
За цей пам'ятник скульптори Токай Мамедов і Омар Ельдаров були нагороджені срібними медалями Академії мистецтв СРСР.